# Hsien Shui Lo
Hsien Shui Lo (o Xianrui Luo, romanización de 罗献瑞) ( 1927) es un profesor, y botánico chino, que ha trabajado extensamente en el "Instituto de Botánica", de la Academia China de las Ciencias; especialista en la taxonomía de las familias Acanthaceae, Menispermaceae, Rubiaceae, Sapindaceae.
Ha publicado, entre otras, en Orchid Review, Acta Phytotaxonomica Sinica.

## Algunas publicaciones

### Libros
- yuh-wu Law, hsien-shui Lo. 1985b. Flora Reipublicae Popularis Sinicae: Sapindaceae Sabiaceae. Angiospermae Dicotyledoneae, v. 47 de Flora Reipublicae Popularis Sinicae. Editor Science Press, 140 pp.

- hsien Shui Lo. 1990. Coloured icones of Chinese medicine, v. 4. Ed. Science and Technology Press, 482 pp. ISBN 7535918530, ISBN 9787535918536

- . 1978.
- La abreviatura «H.S.Lo» se emplea para indicar a Hsien Shui Lo como autoridad en la descripción y clasificación científica de los vegetales.[5]